# Eremotheciaceae
Eremotheciaceae es una familia de hongos tipo levaduras en el orden Saccharomycetales. Según el 2007 Outline of Ascomycota, la familia contiene dos géneros, pero la ubicación del género Coccidiascus es incierta. Las especies en esta familia poseen una distribución amplia, y prevalecen especialmente en zonas tropicales.